# Фармацевт

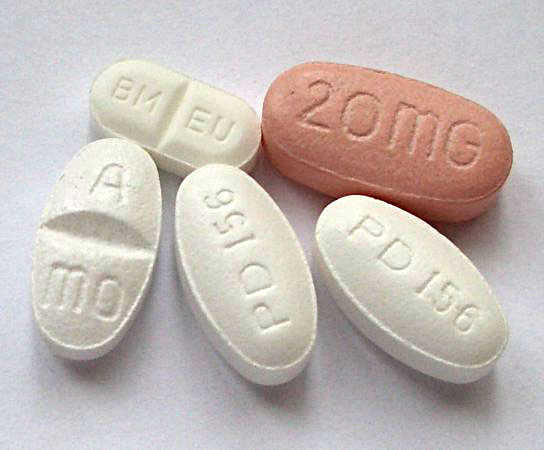
Таблетки

Фармацевт (фармаколог) — молодший спеціаліст з середньою фармацевтичною освітою, який працює в аптеках, аптечних складах, контрольно-аналітичних лабораторіях, фармацевтичних фабриках і виробництвах, на підприємствах хіміко-фармацевтичної промисловості, в органах управління фармацевтичної служби, фармацевтичних фірмах, підрозділах державної служби України лікарських засобів, науково-дослідницьких інститутах й навчальних закладах.

## Професія
Фармацевт володіє системними та змістовними знаннями з аптечної технології ліків, фармацевтичної хімії, організації та економіки фармації, фармакології та фармакотерапії тощо. Професія фармацевта потребує не тільки спеціальних знань і навичок, але й високих моральних якостей, чутливості, прагнення допомогти хворому отримати необхідні ліки у найкоротший термін.

## Підготовка фармацевтів
Підготовка молодших спеціалістів відбувається в медичних або фармацевтичних училищах (коледжах).

## Атестація фармацевтів
Атестація на присвоєння (підтвердження) кваліфікаційної категорії проводиться комісіями, що створюються при державних службах з лікарських засобів в Автономній Республіці Крим, областях, містах Києві та Севастополі.
До атестації на присвоєння кваліфікаційної категорії допускаються фармацевти, які закінчили протягом року перед атестацією курси підвищення кваліфікації у навчальному закладі післядипломної освіти або на факультеті післядипломної освіти.
Фармацевти, які бажають пройти атестацію на присвоєння кваліфікаційної категорії, подають необхідні документи до атестаційної комісії не пізніше ніж за два місяці до початку її роботи.
До атестаційної комісії подаються такі документи: 
- заява фармацевта;
- звіт про професійну діяльність за останні три роки, затверджений керівником аптечного закладу (підприємства), у якому працює фармацевт;
- копії: диплома, трудової книжки, посвідчення про наявність кваліфікаційної категорії, якщо таке було видане раніше;
- характеристика керівника аптечного закладу (підприємства);
- заповнений атестаційний листок (додаток 2).

Фармацевти, які змінювали місце роботи за останні три роки, подають звіти також з попередніх місць роботи, затверджені керівниками аптечних закладів (підприємств)
Кваліфікація фармацевта визначається атестаційною комісією за трьома кваліфікаційними категоріями:
- друга кваліфікаційна категорія — присвоюється фармацевтам зі стажем роботи не менше п'яти років, які мають необхідну теоретичну та практичну підготовку за спеціальністю;
- перша кваліфікаційна категорія — присвоюється фармацевтам зі стажем роботи з даної спеціальності не менше семи років, які мають необхідну теоретичну та практичну підготовку за спеціальністю;
- вища кваліфікаційна категорія — присвоюється фармацевтам зі стажем роботи з даної спеціальності не менше десяти років і високою теоретичною та практичною професійною підготовкою згідно з програмою за спеціальністю.